# ネングク
ネングㇰ（朝: 냉국）は、朝鮮料理の冷たいグク（スープ）の総称である。主に夏に食べられる。純粋な朝鮮語では、「冷たいスープ」を意味するチャングㇰと言われるが、ネングㇰという言葉は同じ意味を持つ漢字と朝鮮語の組合せである。
歴史上最初にネングㇰを記したのは、高麗の高官であった李奎報で、詩の中でジュンサイのスープをsungaengと記した。李は、その透明で飾り気のない味を称賛し、いつもの料理を品のないものに見せる、と語った。
ネングㇰは、その味付けや材料によって大きく2つに分けることができる。1つ目は、酸味と甘味を付けるために冷たい水と酢を混ぜたもので、ワカメを具としたmiyeok naengguk、キュウリを具としたoi naengguk、タマネギを具としたpa naengguk、ニンニクを具としたmaneul naengguk、海苔を具としたgim naengguk等がある。もう1つは、鶏肉、ゴマ、大豆等を具としたスープである。